# ドクターグリップ

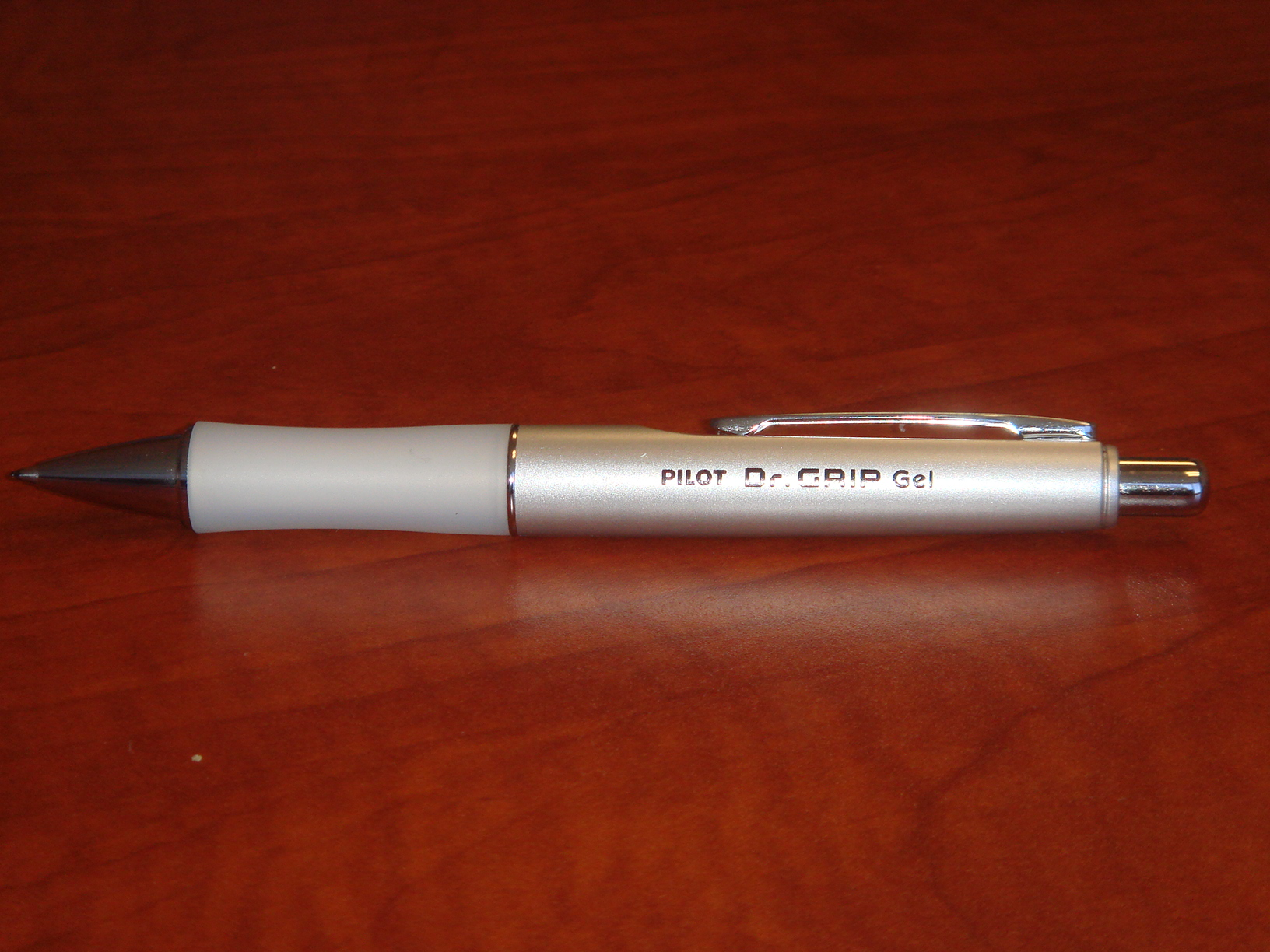
ドクターグリップ（ゲルインキボールペン）

ドクターグリップ（Dr.GRIP）は、パイロットコーポレーションが発売している筆記具のブランド。シャープペンシルとボールペンが発売されている。

## 概要
1991年に発売。当時のキャッチコピーは『この太さにはわけがある』『握りの化学』。ドクターグリップのシャープペンの多くは、振ると芯が出る振り子式（フレフレ&ノック式）を採用している。軸幅は人間工学に基づき、やや太めに設定されている。広島文教女子大学の宇土博教授と共同で開発している。その後も様々な付加機能や色を追加したものが発売された。文具店や量販店でパイロットフェアとして展開される際には、限定色（柄）ボディで発売されることもある。
1999年には学生へのターゲットとしてスケルトンカラーを発売、パッケージもカラフルなものに一新した。
2003年に発売されたシャープペンシル「ドクターグリップ Gスペック」は、グリップが二重構造になっており、従来のモデルより柔らかくなっている。その中でも、レギュラーとソフトの二種類があり、レギュラーは少し硬めで、ソフトはより柔らかいグリップとなっている。開発段階では慣性モーメントに着目した「動かしやすい筆記具」の開発を目的に、東海大学教授の吉田武夫を中心に共同研究を行った。
2007年10月には、発売15周年を記念してユーザーとのコラボレーションモデルを限定発売した。
2021年11月は、発売30周年を記念して、登場時の復刻色や新色など30色のボディカラーが特徴の「30カラーズ」が限定発売された（シャープペンシルのみ）。

## ラインナップ

### 2024年10月現在

#### シャープペンシル
- ドクターグリップCL - それぞれ異なる形状のグリップを搭載。また、デコレーション用の透明フィルムが軸にセットされている。クリップレス。
  - プレイボーダーシリーズ - グリップが3つに分かれており、組み換えが自由。
  - プレイバランス（0.3mm/0.5mm） - 2021年発売。金属製とシリコーン製の内グリップが複数付属し、これらを組み合わせて自分好みの重さや重心にカスタマイズするシャープペンシル。
- ドクターグリップACE（0.3mm/0.5mm） - 2019年発売。アクティブサスペンション機構を搭載し、芯折れの軽減を実現。軸には「ラスイチサイン」という窓が開いており、予備の芯が1本になると色が付くようになっている。
- ザ・ドクターグリップ - 2022年発売。フレフレロック搭載。ノック音とフレフレ音を従来より低減。2023年より芯径0.3m/m及び0.5m/m新色が登場。
- ドクターグリップクラシック-2022年発売。

発売当時販売されていた無印ドクターグリップの後継及びマイナーチェンジ版として登場した。金型自体に変化はないが軸色がパステルカラーに近くなり、また転倒防止用突起がロゴの上に配置されるようになった。なおこの特徴は2021年に発売されたドクターグリップ30カラーズと同様である。2023年には芯径0.3m/mも発売され、0.5m/mでも新色が展開された。

#### シャープペンシル/ボールペン
- ドクターグリップGスペック（シャープペンシル（0.3mm/0.5mm/0.9mm）・油性ボールペン（替芯=BRFN）（現在ドクターグリップ4+1を除くボールペンタイプの替芯はBRFNとなっているがBSRFが入る後方互換性を持っている） - 2重構造グリップ。当初はソフトタイプとレギュラータイプがあったが、レギュラータイプは後に発売中止となった。
- ドクターグリップGスペックフラッシュカラーシリーズ（シャープペンシル・油性ボールペン） - 普通のGスペックとは違い、グリップではなく軸に色が付いている。
- ドクターグリップGスペックフロストカラーシリーズ（シャープペンシル・油性ボールペン）
- ドクターグリップフルブラック（シャープペンシル・油性ボールペン） - 金属クリップを搭載し、グリップ部分を含め全体を黒色に仕上げたモデル。

#### 多機能ペン
- ドクターグリップ4+1 - 2007年発売。油性4色ボールペン（替芯=BKRF）とシャープペンシルが1つになっている。登場時のキャッチコピーは「All in one.」で、その特徴を前面に打ち出していた。ただし構造上、Gスペック用2重グリップの搭載が出来ないため、以前のドクターグリップをベースにした商品となった。0.7mmはこれまで2回マイナーチェンジを行っており、2013年に「アクロインキ」搭載（替芯=BVRF）、2017年には本体の新色追加に加えグリップ部分が本体と同じ色に変更されている。

芯径は、0.3mmボールペン4色+0.3mmシャープペン、0.5mmボールペン4色+0.3mmシャープペン、0.5mmボールペン4色+0.5mmシャープペン、0.7mmボールペン4色+0.5mmシャープペンがある。このうち、0.7mmボールペン+0.5mmシャープのブラックは軸全体がマット調に仕上げており、他のモデルとは質感が異なる。

### 過去のラインナップ
- ドクターグリップ（油性ボールペン） - キャップ式（替芯=BPRF） 1991年発売、クリップ付きノック式の携帯タイプ発売（替芯=BSRF）1994年発売、抗菌モデル 1994年発売、口金・ノックボタンに金メッキを施した1000円モデル 1998年発売、スケルトンカラー 1999年発売、メタリックカラー 2001年発売、アロマシリーズ第一弾 2002年発売
- ドクターグリップ(シャープペンシル)- 1992年発売[7]。クリップレスのデスク用のみ。ストラップホール、フレフレ機能搭載　2023年廃番。
- ドクターグリップ（ゲルインキボールペン） - キャップ式（替芯=LGRF） 1995年発売、 クリップ付きノック式（替芯=LG2RF） 2000年発売
- 1+1ドクターグリップ - 1999年発売。油性黒ボールペンとシャープペンシルが一つになっている。当初の軸色は1000円モデルを踏襲したトラッドなものだったが、2001年にメタリックを追加した。シリコーンラバーは単機能モデルよりも薄く、短い。
- ミニドクターグリップ（シャープペンシル） - ショートサイズ。
- ドクターグリップ プチモ（シャープペンシル・油性ボールペン） - こちらはバッグや携帯電話などに付けることを前提としており、ストラップが搭載。シャープペンシルはカラー芯が内蔵されたタイプもある。
- ドクターグリップCLアロマ （シャープペンシル） - パイプ部分に香りが付いている。
- ドクターグリップCLオフローダーシリーズ - 「ドットグリップ」が使われている。オフロードカーのタイヤをイメージ。
- ドクターグリップCLスカイタイム、プレイボーダー（油性ボールペン）
- ジャストミート（シャープペンシル） - 木製バットの素材として知られているアオダモの端材を使用。
- ピュアホワイト（シャープペンシル・油性ボールペン） - フルブラックの白色バージョン。2011年発売[7]。